# Klomifen
Klomifén je učinkovina, ki deluje kot selektivni modulator estrogenskega receptorja, ki poveča sproščanje gonadotropnih hormonov ter sproži ovulacijo. Uporablja se pri zdravljenju neplodnosti žensk, ki nimajo ovulacije, vključno z bolnicami s sindromom policističnih jajčnikov. Ob uporabi klomifena obstaja večja verjetnost za večplodno nosečnost. Uporablja se peroralno enkrat na dan.
Med pogoste neželene učinke spadajo bolečine v predelu medenice in vročinski oblivi. Pojavijo se lahko tudi motnje vida, bruhanje, težave s spanjem, rak jajčnika in krči. Uporaba se odsvetuje pri bolnicah z boleznimi jeter in pri nosečnicah. Kot zdravilo iz skupine selektivnih modulatorjev estrogenskega receptorja spodbudi sproščanje gonadotropina iz hipotalamusa.
Klomifen so za medicinsko uporabo odobrili v ZDA leta 1967. Uvrščen je na seznam osnovnih zdravil Svetovne zdravstvene organizacije, torej med najpomembnejša učinkovita in varna zdravila, potrebna za normalno zagotavljanje zdravstvene oskrbe. Na tržišču so prisotne tudi generične oblike zdravila.
Z uvedbo klomifena v klinično uporabo se je začelo obdobje reproduktivnih tehnologij z medicinsko pomočjo.